# Gyerekek háborúja
A Gyerekek háborúja (Cruciada copiilor) Florina Ilis regénye, amely először Romániában, a bukaresti Cartea Româneasca kiadónál jelent meg 2005-ben. A cím a gyermekek keresztes hadjárata néven ismert történelmi eseménysorozatra utal. A regény megjelent francia, héber, magyar, olasz és spanyol nyelven is.

## A cselekmény összefoglalása
|  | Alább a cselekmény részletei következnek! |

A cselekmény a mai Romániában játszódik, a kolozsvári központi pályaudvaron indul, ahová vakációra gyülekeznek iskolás gyerekek, szüleik és tanáraik, és egy különvonaton elindulnak a román tengerpart felé. A vonaton ülő gyerekek közé keveredik egy cigány utcagyerek, Calman is, aki elhatározza, hogy a többi gyerek segítségével elfoglalja a vonatot. Először is bezárják a tanárokat a fülkéjükbe, majd a mozdonyba bejutva kényszerítik a mozdonyvezetőt, hogy ne álljon meg Brassóban. Ezután a Prahova völgyében a nyílt pályán leállítják a vonatot, lekapcsolják róla a mozdonyt. Közben szerencsétlen véletlenek sorozataként a közelben balesetet szenved a Bárónak nevezett cigány maffiózó fegyvereket szállító terepjárója, ahonnan a gyermekek fegyverhez jutnak és még további véletlenek vezetnek ahhoz, hogy több haláleset is bekövetkezik, még egy rendőrségi helikoptert is lelőnek. A rendőrség különleges alakulatait is kivezénylik, de haboznak bevetni a gyerekek ellen. Közben Románia minden részéről tömegével érkeznek hajléktalan utcagyerekek, hogy csatlakozzanak a "gyerekek keresztes háborújához". A mozgalomnak komoly weboldala is van, amelyhez világszerte iratkoznak fel a támogatók. A tömegtájékoztató eszközök a nyári uborkaszezonban részletesen, percre pontosan tálalják a fejleményeket, sőt a nemzetközi médiumok is odaküldik tudósítóikat. Az odaérkező utcagyerekek és a "konszolidált" családok gyerekei között is konfliktus tör ki, további áldozatokat követelve. Végül a rendőrök elfogják a vezetőket, leválasztják a csavargókat a "rendes" családok gyerekeiről és a konfliktus megoldódik. A regény zárójelenete az egyik gyermekáldozat (az egyik tanárnő ikerfiai, Romulus és Remus közül Romulus) temetésén játszódik.
|  | Itt a vége a cselekmény részletezésének! |

## Szereplők
A regényben rengeteg részletesen bemutatott és hosszan követett szereplő bukkan fel, többek között:
Calman
Utcagyerek, intézetből szökött, bandavezérnek készül. Legközelebbi barátai Csonka, Rada, testvére Margareta, nagymamája a cigány javasasszony, Angelica anyó
Cazimir
Az iskolás gyerekek által megválasztott vezető
Constantinescuné
román tanárnő, a konzervatív pedagógiai elvek képviselője a regényben
Pavel Caloianu
tényfeltáró újságíró, éppen a gyermekprostitúcióról írt egy cikket
Antonia
népszerű tévés újságíró, műsorvezető
Ileana kisasszony,
osztályfőnök, az elhivatott tanárnő, a liberális nevelés szószólója a könyvben
Livia Domide
történelemtanár, ikrei, Romulus és Remus is a vonaton vannak és tragikus módon keverednek az eseményekbe,
a Báró
Cigány maffiózó, törvénytelen üzletekből gazdagodott meg, Angelica anyót keresi fel tanácsért.
a Dilis
utcagyerek, elhatározza, hogy ő veszi át a hatalmat a többi gyerektől
Nicolae Aghir
prahovai parlamenti képviselő

## Témák
A nagyszabású regényben igen sok részletesen bemutatott szereplő sorsát követhetjük párhuzamosan futó történetszálakban, a román társadalom legkülönbözőbb csoportjaiból, így az iskolások és tanáraik, utcagyerekek, stricik, prostituáltak, politikusok, üzletemberek, papok, tévés híresség, tényfeltáró újságíró, különböző beosztású rendőrök, vasutasok stb. Fontos szerepet játszik a véletlen, amelynek eredményeként az egyes szereplők másként értelmezik az eseményeket, mint ami valójában történik. Ezenkívül mágikus és transzcendens események is hozzájárulnak a valóság és a fantázia határainak elmosódásához. A szerző utal a román kultúrában fontos szerepet betöltő vallásosságra és babonákra, a társadalmat átszövő korrupcióra, a szegények és gazdagok, illetve a különböző generációk és szubkultúrák közötti növekvő szakadékra is. Rengeteg kulturális utalás található benne, különösen a mai fiatalabb generációkat érdeklő popkultúrára, rock és rapzenére, tévéműsorokra, kultikus figurákra, mint Harry Potter, James Bond, Eminem, Britney Spears, Orlando Bloom, David Beckham stb. Olyan fontos társadalmi problémák jelennek meg, mint a kisebbségek (cigányok), a szegénység, a hajléktalanság, a gyermekkereskedelem és a gyermekprostitúció, a szervezett bűnözés, a korrupció, a tömegtájékoztatási eszközök manipulatív hatása, a terrorizmus (többször utal a 2004-es madridi terrortámadásra) stb.

## Díjak, elismerések
2005-ben elnyerte a România literară irodalmi folyóirat prózai díját, a Radio România Cultural prózai díját, a Fundaţia Anonimul "az év legjobb könyve"-díját, 2006-ban A Romániai Írószövetség díját a fikciós kategóriában, majd 2010-ben a francia fordítás révén a Courrier International díját az év legjobb külföldi könyvéért.

## Magyarul
- Gyerekek háborúja. Regény; ford. Koszta Gabriella; Jelenkor, Pécs, 2009

## Kiadások
Románia
ISBN 978-9732318737, 602 oldal, Cartea Româneasca, Bukarest, 2005
Magyarország
ISBN 978-9636764630, 566 oldal, Jelenkor Kiadó, Pécs, 2009 (Ford. Koszta Gabriella)
Franciaország
ISBN 978-2845451520, 495 oldal, Éd. des Syrtes; SYRTES edition, 2010
Olaszország
ISBN 978-8876382000, 831 oldal, Isbn Edizioni, 2012
Spanyolország
ISBN 978-8496327719, 520 oldal, Ediciones del Oriente y del Mediterráneo, 2010

## Magyar nyelvű elemzések, kritikák
- Litera.hu
- Látó szépirodalmi folyóirat
- A románok keresztes háborúja, Kalligram
- Animarum venator (Florina Ilis: Gyerekek háborúja), Új Nautilus Archiválva 2021. január 24-i dátummal a Wayback Machine-ben